# Vinschgauer Struzn
Il Vinschgauer Struzn è un tipo di pane nero a forma di ferro di cavallo tipico della Val Venosta, in Alto Adige.
L'impasto è tipicamente composto per un 60% da farina di segale e per un 40% da farina di frumento, a cui si aggiungono lievito, sale e spezie (anice, semi di finocchio, cumino, trigonella) ed eventualmente fichi e uva sultanina.
L'impasto viene poi suddiviso in filoni da circa 200 g, a cui viene data la caratteristica forma a ferro di cavallo.
È riconosciuto quale prodotto agroalimentare tradizionale.